# Livsstilsinflation
Livsstilsinflation er et fænomen, der optræder i takt med at flere ressourcer bliver brugt på levestandard, og ting, som tidligere blev betragtet som luksus, bliver opfattet som nødvendigheder.
Livsstilsinflation kan opstå i forskellige faser i livet, som for eksempel i 20'erne og 30'erne i takt med karrieremæssig avancement, eller nær pensionsalderen, hvor man har høj løn kombineret med lave udgifter, da boliglån snart er afbetalt. Livsstilsinflation kan komme krybende, og kan være vanskelige at opdage for dem som oplever det. Det kan også være smitsomt, hvis man sammenligner sin egen livsstil med andres og forsøger at købe og gøre de samme ting som andre.